# Virginia Trimble

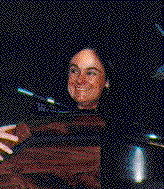

Virginia Trimble – amerykańska astronom specjalizująca się w strukturze i ewolucji gwiazd, galaktyk. Zajmuje się też historią astronomii oraz biografiami astronomów, współredagowała m.in. encyklopedię The Biographical Encyclopedia of Astronomers.
Jej mężem był fizyk, Joseph Weber.

## Wybrane publikacje
- Astrophysics in 2003, The Publications of the Astronomical Society of the Pacific, numer 116, strony 187-265 (2004).
- Cosmic Discoveries, Sky and Telescope, luty 1999, 32-40.
- Can’t You Keep Einstein’s Equations out of my Observatory?, BeamLine 29, numer. 1, strony 21-25 (1999).
- Limits on the Chirality of Interstellar and Intergalactic Space, Journal of Astrophysics and Astronomy 17, 17-21 (1996).
- Productivity and Impact of Large Optical Telescopes, Scientometrics 36, 237-246 (1996).
- Parallaxes and Proper Motions of Prototypes of Astrophysically Interesting Classes of Stars, Astronomical Journal 115, 358-360 (1998).